# Burg Talheim (Mössingen)
Die Burg Talheim ist eine abgegangene Wasserburg neben dem späteren Schloss in Talheim, einem Stadtteil von Mössingen im Landkreis Tübingen in Baden-Württemberg.
Von der ehemaligen Wasserburg, als deren Besitzer die Schenken von Talheim, die Lehnsleute der Grafen von Zollern gewesen sein könnten, genannt werden, zeugen nur noch Reste des Burghügels und des Grabens.